# Hôtel du Petit-Bourbon

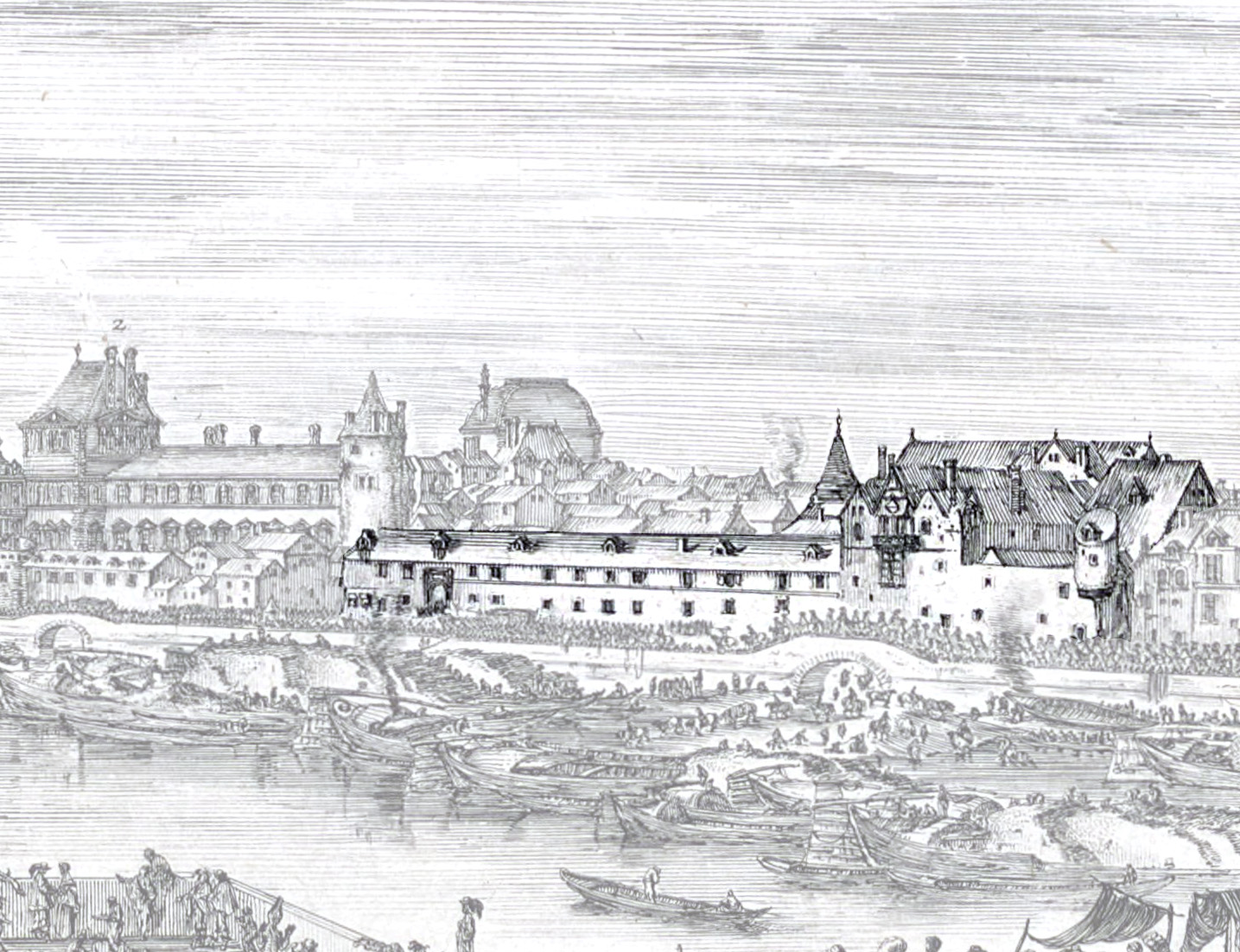
Ansicht der Flussseite des Petit-Bourbon (mit dem Louvre links), Stefano della Bella, 1646

Das Hôtel du Petit-Bourbon war ein Stadtpalast der Bourbonen in Paris. Es stand an der Rive Droite, dem nördlichen Ufer der Seine an der (heute nicht mehr existierenden) rue d‘Autriche zwischen dem (damals noch wesentlich kleineren) alten Teil des Palais du Louvre im Westen, dem Hôtel d’Alençon im Norden und der Kirche Saint-Germain-l’Auxerrois im Osten. Es wurde im 14. Jahrhundert errichtet, nicht lange, nachdem die kapetingischen Könige von Frankreich die Louvre-Festung ausbauten, um ihn als königliche Residenz zu nutzen. Auf zwei Stadtplänen aus der Zeit um 1550 (Plan von Truschet und Hoyau bzw. Saint-Victor) wird es einfach als Hôtel de Bourbon bezeichnet, auf dem Plan von Jacques Gomboust aus dem Jahr 1652 als Petit-Bourbon (siehe unten); auf letzterer wird die Straße, die senkrecht zum Louvre am Hôtel vorbei verläuft, als rue du Petit-Bourbon bezeichnet: die Bourbonen, die 1589 mit Henri IV den französischen Thron geerbt hatten, hatten damit auch den Louvre übernommen.
Das Hôtel de Bourbon, von dem hier die Rede ist, ist nicht zu verwechseln mit dem gleichnamigen auf der anderen Seite des Flusses, in der Nähe der Kirche Saint-Sulpice, das Catherine de Lorraine, der Witwe von Louis III. de Bourbon, duc de Montpensier gehörte und das ebenfalls an einer rue du Petit-Bourbon genannten Straße lag.
Der Festsaal des Hôtels, die Grande Salle du Petit-Bourbon, war größer als jeder Raum des Louvre und war das erste Theater, in dem Molières Schauspieltruppe nach ihrer Ankunft in Paris 1658 auftrat. 1660 wurde er jedoch zur Räumung gezwungen, das Hôtel selbst kurz danach abgerissen, um Platz zu machen für den Bau der Kolonnaden des Architekten Claude Perrault zu machen, die heute den östlichen Abschluss des Louvre bilden.

## Geschichte

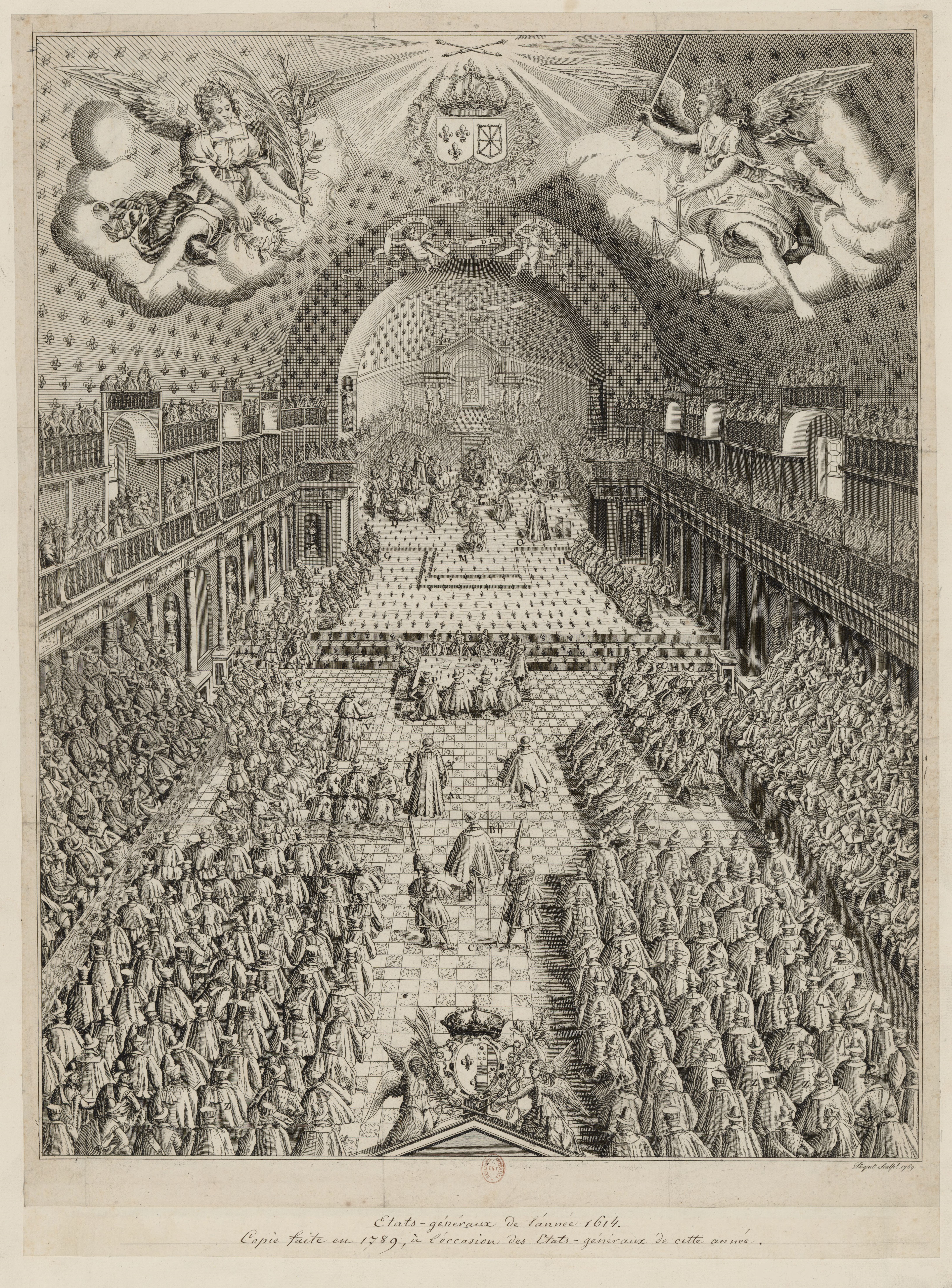
Generalstände von 1614 in der Salle du Petit-Bourbon

Als im 14. Jahrhundert die französischen Könige dazu übergingen, den Louvre als ihre Hauptresidenz in Paris zu nutzen, mussten sich die Höflinge ebenfalls in der Stadt niederlassen, um dem König ihren Respekt zu erweisen und sich seine Gunst zu sichern. Sie bauten dazu prächtige Stadtpaläste (Hôtel particuliers) in der Umgebung des Louvre, von denen nur wenige heute noch erhalten sind.
Nach dem Geschichtsschreiber Henri Sauval (1623–1676) erwarben die Bourbonen zwischen 1303 und 1404 Häuser von mehr als 300 Personen, um die Grundstücke in ihren Besitz zu bekommen, auf denen sie ihr Hôtel bauen wollten; Bauherr war Louis de Clermont, ein Enkel des Königs Ludwig IX., der 1310 von seiner Mutter Beatrix von Burgund die Herrschaft Bourbon erbte und 1327 zum Herzog von Bourbon ernannt wurde.
Das Hôtel wurde Ende des 14. Jahrhunderts erneuert und vom Herzog von Bedford beschlagnahmt, als dieser den Norden Frankreichs beherrschte, später aber den Bourbonen zurückgegeben.
Über die Jahre hinweg erweiterten und gestalteten sie es derart, dass es zu einem der prächtigsten des Königreichs wurde. Sauval beschreibt die große Halle und die Kapelle (die beide zu seinen Lebzeiten noch existierten) als die größten und aufwändigsten ihrer Art in Paris.
1523 verständigte sich Charles III. de Bourbon-Montpensier, der zu dieser Zeit Connétable war, mit Kaiser Karl V. über eine Aufteilung Frankreichs; als der Plan aufgedeckt wurde, floh er nach Italien, woraufhin sein Besitz beschlagnahmt und das Hôtel de Bourbon teilweise zerstört wurde. „Salz wurde auf den Boden gestreut, auf dem es stand; die Wappenzeichen der Täter wurden getilgt, und die verbliebenen Fenster und Türen wurden vom Henker mit gelbem Ocker überstrichen.“

## Grande Salle

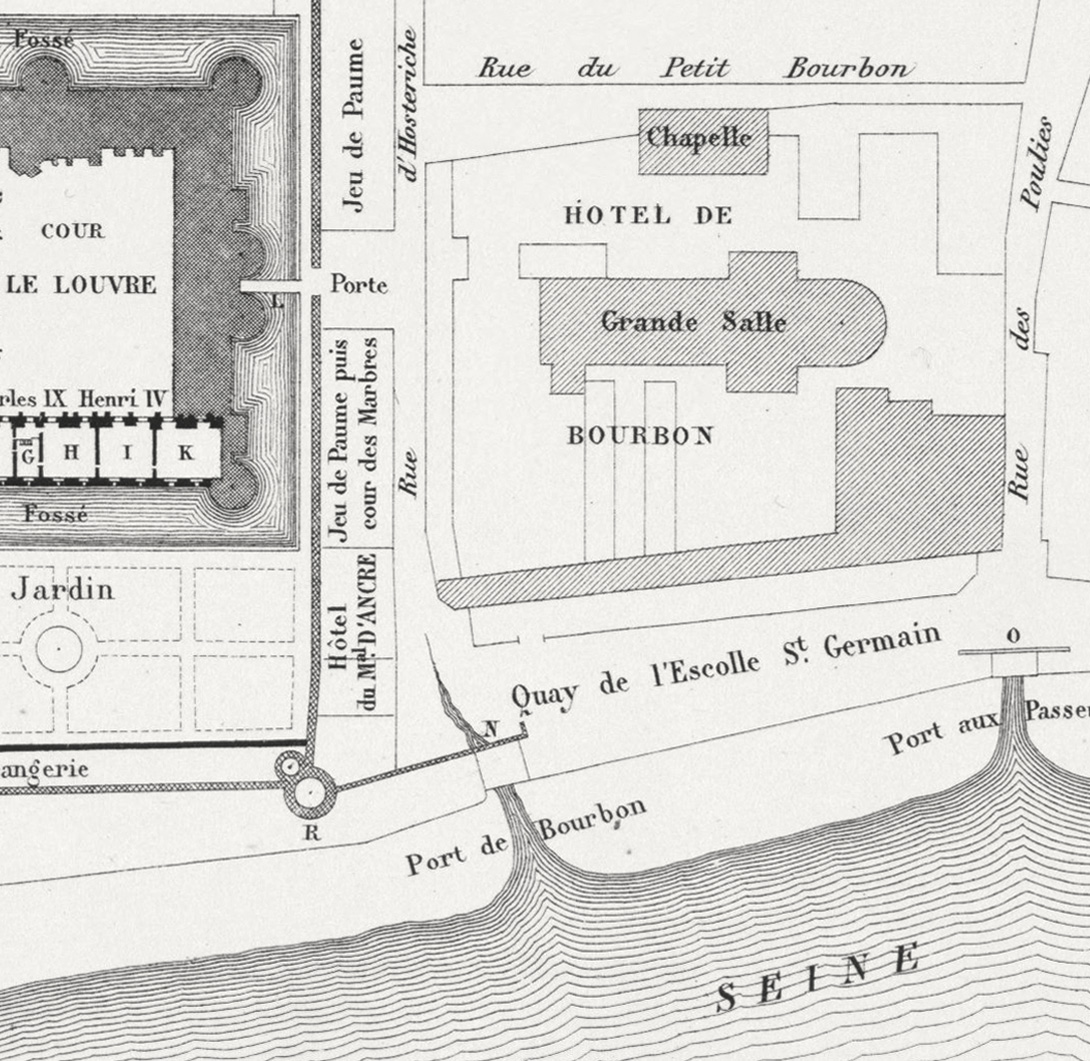
Grundriss des Petit-Bourbon

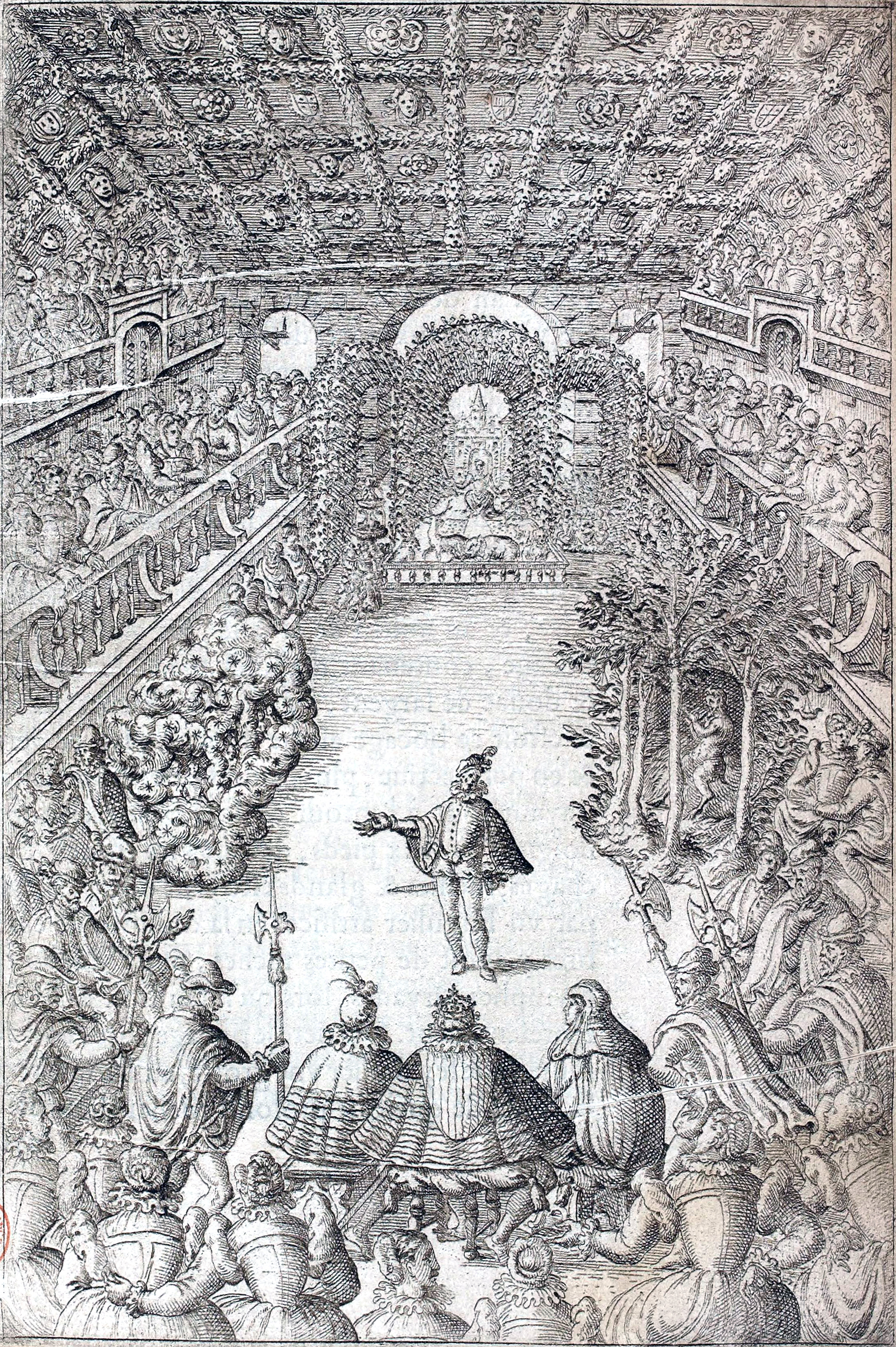
Das Ballet comique de la reine im Petit-Bourbon, 1581

Die große Halle (frz.: Grande Salle) wurde für zahlreiche höfische Zwecke genutzt. Caterina de’ Medici ließ hier am 20. August 1572, zur Zeit der Hochzeit ihrer katholischen Tochter Marguerite de Valois mit dem protestantischen Henri de Navarre das "politisch aufgeladene" Paradis d'amour aufführen, ein dramatisches Ballet de cour.
Das Ballet comique de la reine, das erste große Hofballett, wurde im Petit-Bourbon am 15. Oktober 1581 während der Festlichkeiten anlässlich der Hochzeit des Duc de Joyeuse mit der Schwester der Königin, Marguerite de Vaudémont.
Das erste große Carousel (ein als Ballett aufgeführtes mittelalterliches Turnier) wurde im Februar 1605 in der Grande Salle aufgeführt. Die Generalstände von 1614 und 1615 sowie Teile der Festlichkeiten zur Hochzeit von Ludwig XIII. 1615 fanden hier statt.
Ludwig XIII. selbst wählte das Thema für das Ballet de cour La délivrance de Renaud aus, das auf der Geschichte des Rinaldo in Torquato Tassos populärem epischem Gedicht La Gerusalemme liberate beruhte. Die Uraufführung war am 29. Januar 1617 mit dem König selbst in der Rolle des Feuerdämons. Es war nicht schwer, Parallelen zwischen Tassos Tankred und seinen Rittern im Kampf gegen die Ungeheuer im verzauberten Wald einerseits und Ludwig XIII. und seinem Favoriten Charles d’Albert, dem späteren Duc de Luynes zu sehen, wie sie Frankreich vor seinen Feinden retten. Dem livret folgend, das Robert Ballard 1617 veröffentlichte, wurde das grand concert de musique zu Beginn von "64 Sängern, 28 Violen und 14 Lauten unter der Leitung von le sieur Mauduit" aufgeführt.
Die Ausmaße der Halle waren auch für Pariser Verhältnisse üppig: 15 Meter breit, 35 Meter lang, dazu an einem Ende eine 13,5 Meter tiefe Apsis. Während der Generalstände von 1614 saßen in dieser (mit fleur-de-lis dekorierten) Apsis der König und seine Höflinge Lawrenson vermutet, dass manchmal, zum Beispiel beim Ballet Comique de la Reine, eine Art Bühne in der Apsis aufgebaut war. Das allgemeine Publikum war auf zwei Balkonetagen an den Wänden untergebracht.
La finta pazza, eine italienische Oper von Francesco Sacrati mit einem Libretto von Giulio Strozzi (1583–1652) wurde im Dezember 1645 unter der Schirmherrschaft des Kardinals Mazarin aufgeführt. Die Inszenierung erforderte ein sorgfältig ausgearbeitetes Bühnenbild und Spezialeffekte, die die von Giacomo Torelli konstruierte Theatermaschinerie zu leisten hatte.
Im Februar 1650, während der Fronde, als alles italienische verdächtig war, wurde Pierre Corneilles französische Stück Andromède mit einer weiteren spektakulären Leistung Torellis uraufgeführt. Die zugehörige Musik von Charles Coypeau d’Assoucy (1605–1677) war gedacht, um die Geräusche des Mechanismus zu übertönen.
Mazarins Triumph über die Fronde und seine Rückkehr aus dem Exil wurde am 23. Februar 1653 mit dem Ballet de la nuit und der Technik Torellis gefeiert. Der junge Ludwig XIV. trat in sechs verschiedenen Rollen auf. Die italienische Oper Le nozze di Peleo e di Teti von Carlo Caproli wurde am 14. April 1654 aufgeführt, erneut mit Torellis Technik als Hauptattraktion, und wiederum mit Ludwig XIV. in sechs Rollen
Im Oktober 1658 gastierte Molière mit seiner Theatertruppe nach 13 Wanderjahren auf Einladung von Philippe I. de Bourbon, duc d’Orléans, dem jüngeren Bruder Ludwigs XIV., wieder in Paris. Er führte Pierre Corneilles Tragödie Nicomède auf sowie seine eigene Farce Le médecin amoureux (Der verliebte Arzt) – letztere gefiel dem jungen König so sehr, dass er der Truppe erlaubte, im Saal des Hôtel du Petit-Bourbon zu spielen. Die Sonntage, Dienstage und Freitage gehörten dort allerdings schon einer italienischen Truppe um den Komödianten Tiberio Fiorilli (1608–1694), der wegen seiner Paraderolle als Scaramouche berühmt war.
Den Durchbruch erzielte Molière hier im November 1659 mit seiner in Prosa verfassten Komödie Les précieuses ridicules (Die lächerlichen feinen Damen), seinem ersten für ein überwiegend Pariser Publikum konzipierten Stück. Der Erfolg des Stücks verschaffte ihm Neider, das Thema sogar Feinde, darunter den Chef der Verwaltung der königlichen Schlösser (surintendant général des bâtiments du roi) Antoine de Ratabon (1617–1670), der zu Beginn der Spielzeit 1660/61 den Abriss des Petit-Bourbon verfügte, ohne die Schauspieler darüber zu informieren. Molière blieb daraufhin drei Monate ohne Spielstätte, bis er vom König den Saal des Palais Royal zugewiesen bekam. Der Abriss des Saals erfolgte am 11. Oktober 1660.
Ein Teil der Gebäude, der vom Abriss verschont blieb, diente ab 1664 als Pferdestall der Königin. Diese Gebäude wurden ein Jahrhundert später ebenfalls abgerissen.

## Auf alten Pariser Stadtplänen

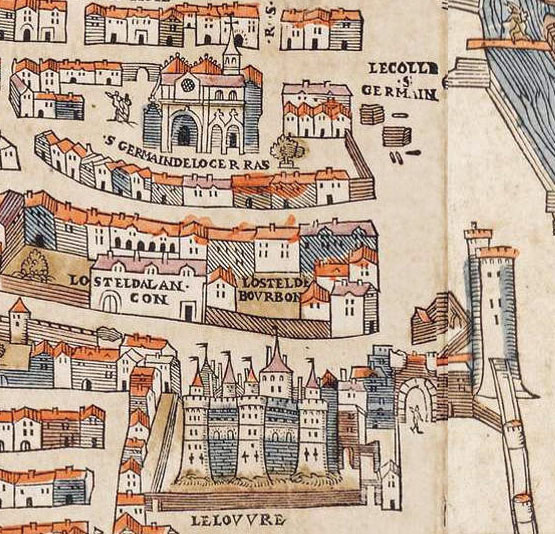
ca. 1550 (Truschet & Hoyau)
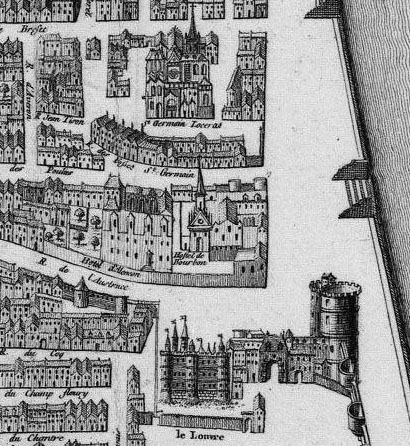
ca. 1550 (Saint Victor)
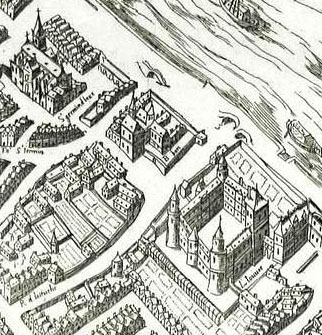
1609 (Quesnel)
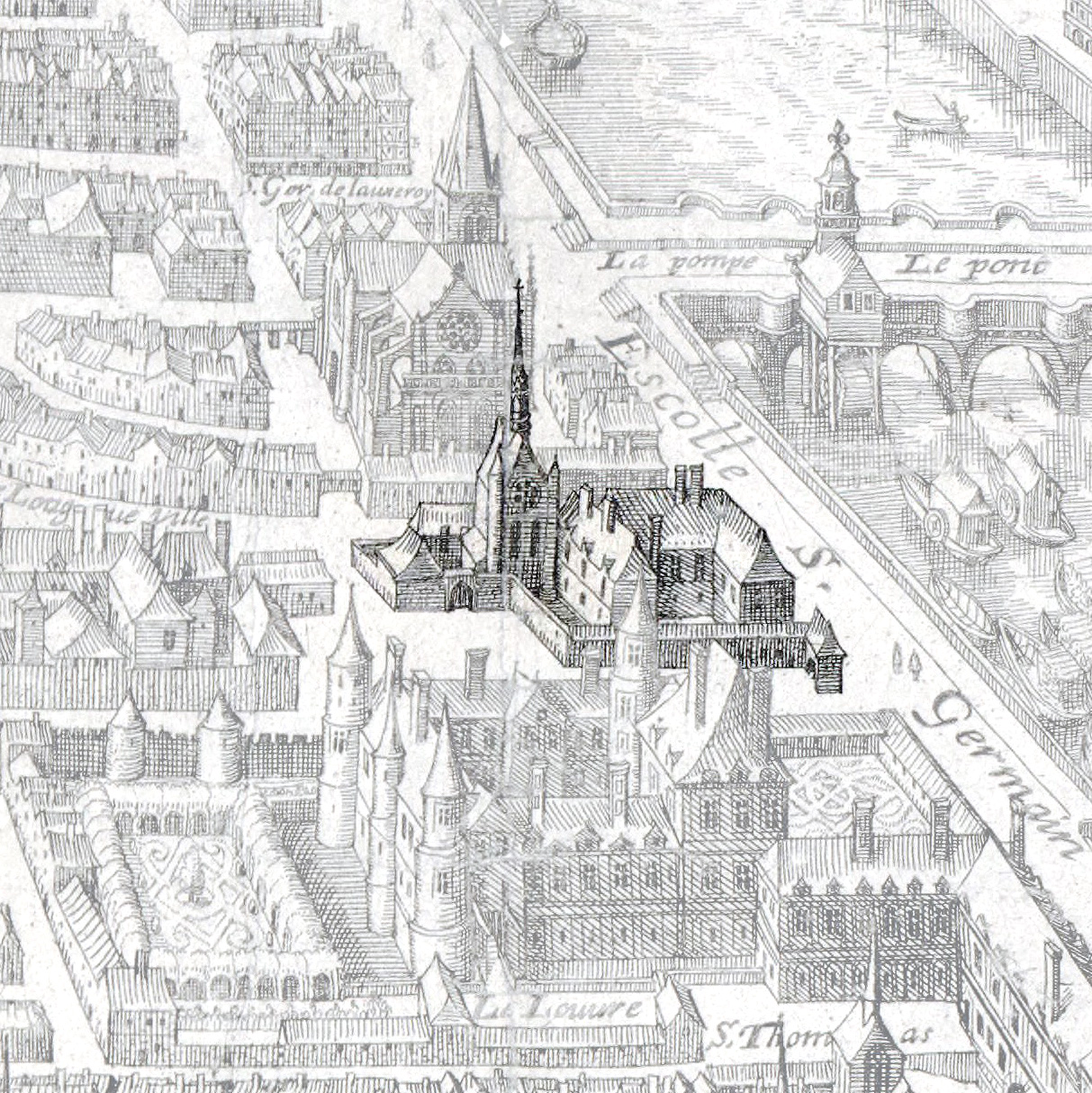
1615 (Merian)
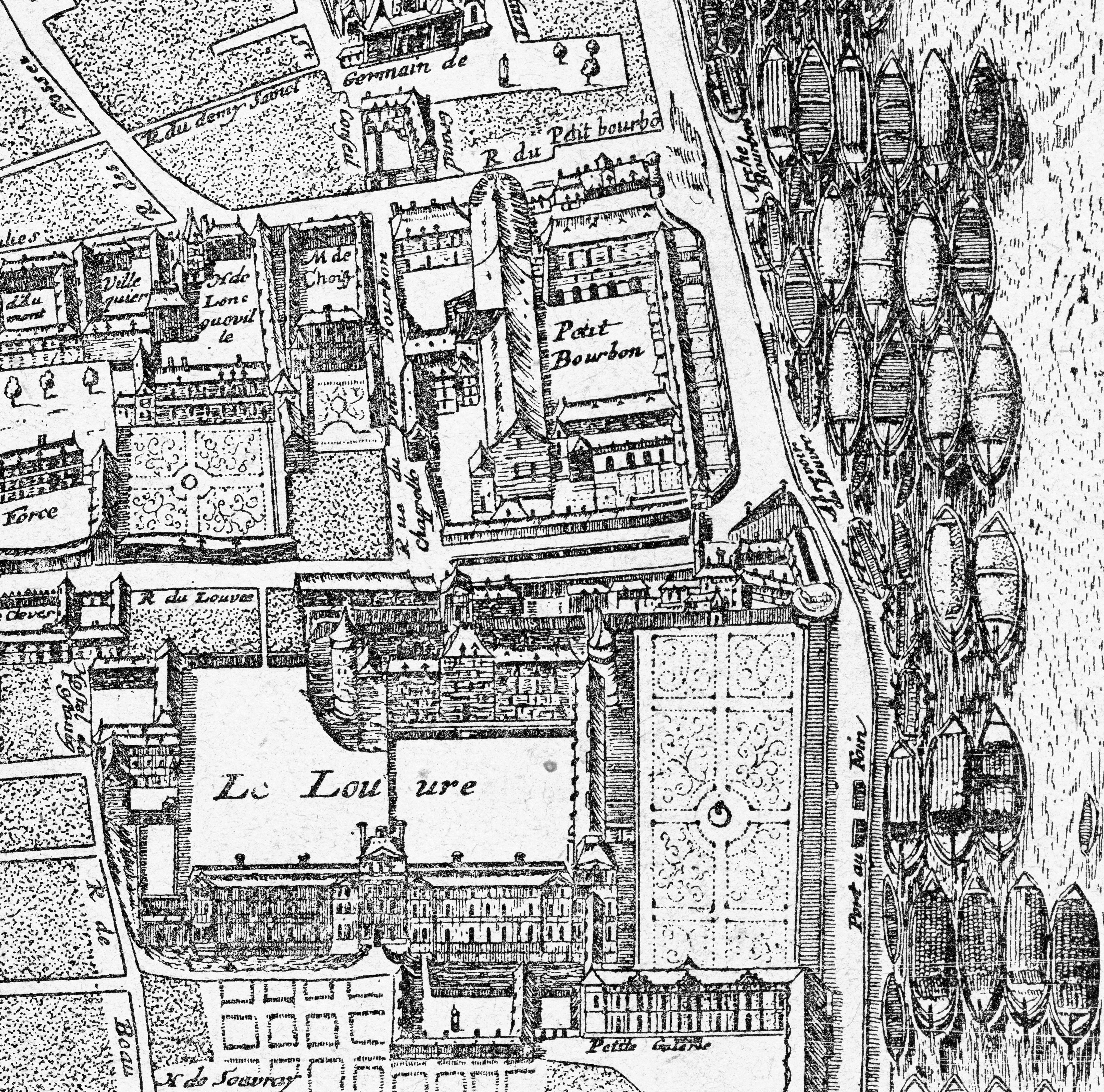
1652 (Gomboust)